# Tso Hok Young
Tso Hok Young (ur. 29 lutego 1932) – hongkoński strzelec, olimpijczyk. 
Brał udział w letnich igrzyskach olimpijskich 1976 (Montreal). Startował tylko w skeecie, w którym uplasował się na ostatnim miejscu (68. pozycja).

## Wyniki olimpijskie
| Igrzyska | Konkurencja | Wynik       | Miejsce | Źródło |
| -------- | ----------- | ----------- | ------- | ------ |
| IO 1976  | Skeet       | 155 punktów | 68.     | [ 1 ]  |